# Liste der Bodendenkmäler in Werne
Die Liste der Bodendenkmäler in Werne enthält die Bodendenkmale der Stadt Werne im Kreis Unna (Stand: 1. Januar 2021).
| Bild                       | Bezeichnung                                                   | Lage                                                                             | Beschreibung | Bauzeit | Eingetragen seit | Denkmal- nummer |
| -------------------------- | ------------------------------------------------------------- | -------------------------------------------------------------------------------- | ------------ | ------- | ---------------- | --------------- |
| Reste der äußeren Landwehr | Reste der äußeren Landwehr                                    | Stadtwald (vom Goetheweg bis zur Bahnlinie), Flur 23, Flurstücke 9 und 150 Karte |              |         | 19.12.1985       | B 1             |
| BW                         | Im Innenraum der Kirche erhaltener Bodenbefund sowie Kirchhof | Kirchhof 1, Flur 35, Flurstück 1065 Karte                                        |              |         | 07.11.1996       | B 2             |
| BW                         | Landwehr nordwestlich von Stockum (Rastplatz an der BAB 1)    | Knüvenstraße, Flur 88, Flurstück 1 Karte                                         |              |         | 11.05.2006       | B 3             |